# Christian Moltke (politiker)
 Der er flere personer med dette navn, se Christian Moltke.
Christian Henrik Carl greve Moltke, ofte kaldet Moltke-Lystrup (13. maj 1833 i København – 21. december 1918 på Lystrup) var en dansk godsejer og politiker.

## Uddannelse
Moltke, der var en søn af grev Adam Wilhelm Moltke til Bregentved, fødtes 13. maj 1833 i København. Efter i 1851 at være blevet student fra Borgerdydskolen på Christianshavn tog han i 1856 statsvidenskabelig eksamen og var derefter i ca. 3 år gesandtskabsattaché i London og i ca. 3 andre år legationssekretær i Wien. I 1862 trak han sig tilbage fra den diplomatiske vej og anvendte sin tid og sine kræfter på bestyrelsen af sine godser: Lystrup og Jomfruens Egede i Præstø Amt, hvortil kom gården Sorvad i Randers Amt.

## Politiker
Moltke deltog i den 2. slesvigske krig som kavaleriløjtnant og ægtede i 1865 Caroline Amalie komtesse Danneskiold-Samsøe (1843-1876), datter af gehejmekonferensråd, grev Christian Conrad Sophus Danneskiold-Samsøe og dennes 1. hustru. Efter at Moltke først havde udfyldt forskellige stedlige tillidsposter, bl.a. som medlem af Præstø Amtsråd fra 1871 (indtil 1895), valgtes han i 1875, efter at broderen, udenrigsminister grev Frederik Moltke til Bregentved var afgået ved døden, til medlem af Landstinget, hvor han beholdt sæde ifølge valg indtil efteråret 1886 og atter indtrådte som kongevalgt i sommeren 1887. Her sad han til sin død i 1918.
I 1893 udnævntes han til kurator for Vallø Stift Han var også formand for Faxe og Omegns Sparekasse, ordensskatmester fra 1909 og medlem af Handelsbankens bestyrelsesråd.
Ligesom Moltke som godsejer nød stor anseelse – den af ham drevne hovedgård Lystrup regnedes i flere retninger som en mønstergård, og lystrupkvæg har i årtier hørt til den sjællandske avls fineste mærker –, således har vandt han også i sin øvrige virksomhed respekt og indflydelse. Kun én enkelt gang tog han ordet i Landstingssalen, men ikke desto mindre stod han blandt Højreflertallets toneangivende medlemmer i forreste række. Siden Wolfgang Haffners død (1887) var han Højregruppens formand, indtil han efter J.B.S. Estrups afgang som minister (1894) trådte tilbage for denne og indtog stillingen som næstformand. Også i Højres organisation uden for Rigsdagen udøvede Moltke i en årrække en ledende indflydelse. Han var i mange år medlem af Landstingets Finansudvalg, og i perioder dets formand,
Han sluttede sig til den provisoriske finanslov 1877; men den egentlige provisoriepolitik 1885-1894 var han betænkelig ved. Han havde plads i denne "sidste Baad af vore Godsejere", om hvilken Edvard Brandes skrev, at den "sejlede op under et Flag, der hverken var Estrupsk eller Bojsensk". I Moltkes hjem førtes de forhandlinger, der brød sammen i "det mislykkede Påskeforlig" 1888, og fra hvilke slagordet om "Jens Busk i Grevens Lænestol" skriver sig. Forhandlingerne forud for forliget i 1894 tog han aktivt del i, og han var med til at lægge det pres på Estrup, der førte til løftet om ministeriets afgang.
Han blev opfordret til at danne det sidste højreministerium inden systemskiftet, men afslog. Efter 1901 drejede han holdningsmæssigt mere til højre og stemte således imod Grundloven af 1915.
Moltke blev i 1865 kammerherre og 1911 gehejmekonferensråd. Han fik i 1864 Dannebrogsordenens ridderkors, blev Dannebrogsmand 1888, fik i 1890 Kommandørkorset af 2. grad og i 1892 af 1. grad og i 1910 Storkorset
Han er begravet i Øster Egede Kirke. Der findes malerier af August Schiøtt 1854 og af Otto Bache (på Lystrup).